# Massimo Stano
Massimo Stano (né le 27 février 1992 à Grumo Appula) est un athlète italien, spécialiste de la marche, champion olympique du 20 km à Tokyo en 2021 et champion du monde du 35 km à Eugene en 2022.

## Carrière
Massimo Stano remporte la médaille d’argent lors des Championnats d'Europe espoirs d'athlétisme 2013 en 1 h 25 min 25 s (record personnel) après les disqualifications successives pour dopage des Russes Bogtaryev et Ivanov, arrivés devant lui.
Après avoir porté son record sur 20 km à 1 h 21 min 2 s à Rome, le 4 mars 2018, il obtient la médaille d'argent par équipes et celle de bronze en individuel lors des Championnats du monde par équipes de marche 2018 à Taicang. Le 11 août suivant, lors des championnats d’Europe de Berlin, il réalise son meilleur temps personnel en 1 h 20 min 51 s mais échoue à la 4e place, à une seconde seulement de la médaille de bronze décrochée par le Russe (sous bannière neutre) Vasiliy Mizinov. 
Le 8 juin 2019, il bat le record national sur 20 km en 1 h 17 min 45 s, à La Corogne. En octobre de la même année, il termine à la 14ème place aux championnats du monde de Doha.
Aux Jeux Olympiques de Tokyo en août 2021, Stano est sacré champion olympique du 20 km dans le temps de 1 h 21 min 05 s après avoir placé une accélération décisive dans les deux derniers kilomètres. Premier Italien vainqueur sur cette distance aux JO depuis Ivano Brugnetti en 2004, il s'impose devant deux Japonais, Kōki Ikeda et Toshikazu Yamanishi. Le lendemain, sa compatriote Antonella Palmisano remporte également l'or sur 20 km, signant ainsi un doublé italien inédit. 
Il remporte le 24 juillet 2022 la nouvelle épreuve du 35 km marche aux championnats du monde 2022, en 2 h 23 min 14 s, avec seulement une seconde d'avance sur le Japonais Masatora Kawano.

## Palmarès
| Date | Compétition                     | Lieu    | Résultat | Épreuve                   | Performance     |
| ---- | ------------------------------- | ------- | -------- | ------------------------- | --------------- |
| 2018 | Championnats du monde de marche | Taicang | 2e       | Par équipes               | 29 pts          |
| 2018 | Championnats du monde de marche | Taicang | 3e       | 20 km marche              | 1 h 21 min 33 s |
| 2018 | Championnats d'Europe           | Berlin  | 4e       | 20 km marche              | 1 h 20 min 51 s |
| 2019 | Championnats du monde           | Doha    | 14e      | 20 km marche              | 1 h 31 min 36 s |
| 2021 | Jeux olympiques                 | Tokyo   | 1er      | 20 km marche              | 1 h 21 min 05 s |
| 2022 | Championnats du monde           | Eugene  | 1er      | 35 km marche              | 2 h 23 min 14 s |
| 2022 | Championnats d'Europe           | Munich  | 8e       | 20 km marche              | 1 h 21 min 18 s |
| 2024 | Jeux olympiques                 | Paris   | 4e       | 20 km marche              | 1 h 19 min 12 s |
| 2024 | Jeux olympiques                 | Paris   | 6e       | Marche par équipes mixtes | 2 h 53 min 52 s |

## Records
| Épreuve         | Temps                | Date             | Lieu    |
| --------------- | -------------------- | ---------------- | ------- |
| 10 000 m marche | 38 min 28 s 05       | 28 avril 2019    | Rome    |
| 10 km marche    | 39 min 19 s          | 7 septembre 2018 | Pescara |
| 20 km marche    | 1 h 17 min 26 s (NR) | 3 mars 2024      | Taicang |
| 35 km marche    | 2 h 23 min 14 s (NR) | 24 juillet 2022  | Eugene  |